# Uitgeverij Historische Verhalen
Uitgeverij Historische Verhalen is een zelfstandige uitgeverij die gespecialiseerd in het uitgeven van historische fictie. De uitgeverij is in de herfst van 2015 opgericht in Leiden door Rik van der Vlugt. 

## Publicaties
Historische Verhalen is oorspronkelijk begonnen als uitgeverij van korte verhalen in het genre van historische fictie. Elk jaar wordt er een verzamelbundel uitgebracht met uiteenlopende korte verhalen. Ook worden er themabundels uitgegeven waarin de verhalen rond een specifiek tijdvak zijn gegroepeerd.
Naast korte verhalen, publiceert Uitgeverij Historische Verhalen sinds 2025 ook historische romans. De eerste roman, 'De geheimschrijver' van Paul Christiaan Smis, verschijnt in september van dat jaar. 
Daarnaast heeft de uitgeverij het schrijfhandboek 'Hoe schrijf je historische fictie?' uitgegeven.

## Historische Verhalen. De Podcast.
Uitgeverij Historische Verhalen heeft in 2021 een podcast gelanceerd. In deze podcast worden auteurs van Uitgeverij Historische Verhalen geïnterviewd door Key Tengeler en Rik van der Vlugt. Daarnaast worden er in de podcast verhalen gepubliceerd als audiovertelling. 

## De Historische Schrijfkamer
In het najaar van 2023 is De Historische Schrijfkamer opgericht, een initiatief vanuit Uitgeverij Historische Verhalen met als doel (beginnende) schrijvers te onderwijzen in de kunst van het schrijven van historische fictie. 